# Faro de la Guía
El Faro de la Guía (en chino: 東望洋燈塔; en portugués: Farol da Guia) es un faro localizado en la colina del mismo nombre, próximo al sureste de la península de Macao, en la región administrativa especial en la costa del Mar del Sur de China.
Es una torre de piedra, en forma de tronco, con cerca de 13,5 m de altura. La base del faro tiene un diámetro de 7 m que se estrecha hasta los 5 m en el tope, donde fue construida una galería circular de servicio, y otra más abajo, de observación.